# Sheila Kelley
Sheila Kelley (Greensburg, 9 ottobre 1961) è un'attrice statunitense, con esperienza nell'editoria, avendo pubblicato libri sulla pole dance.

## Biografia
Nata in Pennsylvania da Caterina Holway, infermiere professionale, e Thom Kelley, è stata ingaggiata in un ruolo ricorrente nella sesta stagione di Lost, nel quale ricopre il personaggio di Zoe. È sposata dal 1996 con l'attore Richard Schiff, da cui ha avuto due figli.

## Filmografia

### Cinema
- Ladro e gentiluomo (Breaking In), regia di Bill Forsyth (1989)
- Passione mortale (Mortal Passions), regia di Andrew Lane (1989)
- Scelta di vita (Staying Together), regia di Lee Grant (1989)
- Dalla parte del cuore (Where the Heart Is), regia di John Boorman (1990)
- Bolle di sapone (Soapdish), regia di Michael Hoffman (1991)
- È tutta fortuna (Pure Luck), regia di Nadia Tass (1991)
- Wild Blade, regia di David Geffner (1991)
- Amori e amicizie (Passion Fish), regia di John Sayles (1992)
- Singles - L'amore è un gioco (Singles), regia di Cameron Crowe (1992)
- Private Debts, regia di Nancy Cooperstein (1993)
- Mia moglie è una pazza assassina? (So I Married an Axe Murderer), regia di Thomas Schlamme (1993)
- Mona Must Die, regia di Donald Reiker (1994)
- Le regole dell'omicidio (A Passion to Kill), regia di Rick King (1994)
- Un giorno... per caso (One Fine Day), regia di Michael Hoffman (1996)
- Santa Fe, regia di Andrew Shea (1997)
- Betty Love (Nurse Betty), regia di Neil LaBute (2000)
- Dancing at the Blue Iguana, regia di Michael Radford (2000)
- Il genio della truffa (Matchstick Men), regia di Ridley Scott (2003)
- Crazy in Love (Mozart and the Whale), regia di Petter Næss (2005)
- Provinces of Night, regia di Shane Dax Taylor (2010)
- The Guest, regia di Adam Wingard (2014)

### Televisione
- Tonight's the Night, regia di Bobby Roth – film TV (1987)
- The Betty Ford Story, regia di David Greene – film TV (1987)
- Terrorist on Trial: The United States vs. Salim Ajami, regia di Jeff Bleckner – film TV (1988)
- Some Girls, regia di Michael Hoffman (1988)
- The Fulfillment of Mary Gray, regia di Piers Haggard – film TV (1989)
- In famiglia e con gli amici (Thirtysomething) – serie TV, episodio 2x08 (1989)
- The Chase, regia di Paul Wendkos – film TV (1991)
- Full Stretch – serie TV, episodio 1x01 (1993)
- Avvocati a Los Angeles (L.A. Law) – serie TV, 42 episodi (1990-1993)
- The Hidden Room – serie TV, episodio 2x18 (1993)
- La donna dai due volti (Deconstructing Sarah), regia di Craig R. Baxley - film TV (1994)
- Wings – serie TV, episodi 6x16-6x17 (1995)
- The Secretary, regia di Andrew Lane – film TV (1995)
- Sisters – serie TV, 28 episodi (1995-1996)
- Il tocco di un angelo (Touched by an Angel) – serie TV, episodio 5x03 (1998)
- E.R. - Medici in prima linea (E.R.) – serie TV, episodi 5x05-5x18-5x19 (1998-1999)
- Ostaggi della paura (Mind Prey), regia di D.J. Caruso – film TV (1999)
- In tribunale con Lynn (Family Law) – serie TV, episodio 2x11 (2001)
- Uno scimpanzé di... famiglia (The Jennie Project), regia di Gary Nadeau – film TV (2001)
- MDs – serie TV, 4 episodi (2002)
- The Division – serie TV, episodio 3x07 (2003)
- Blind Justice – serie TV, episodio 1x02 (2005)
- I Soprano (The Sopranos) – serie TV, episodio 6x02 (2006)
- Lost – serie TV, 5 episodi (2010)
- Hawaii Five-0 – serie TV, episodio 1x11 (2010)
- Gossip Girl – serie TV, 9 episodi (2011-2012)
- NCIS - Unità anticrimine (NCIS) – serie TV, episodio 9x24 (2012)
- The Good Doctor – serie TV, 14 episodi (2018-2021)
- Turner e il casinaro - La serie (Turner & Hooch) – serie TV, 4 episodi (2021)